# Jens Wedell-Neergaard
Jens baron Wedell-Neergaard (13. august 1928 på Overdrevsgården, Vigersted Sogn – 9. september 1993) var en dansk godsejer, politiker, kammerherre og hofjægermester, far til Christian Wedell-Neergaard.
Han var søn af hofjægermester, baron Christian Wedell-Neergaard (1899-1949) og hustru Manon f. komtesse Schimmelmann (1904-1984), blev student 1949 og overtog samme år familiegodset Svenstrup. Han blev sekondløjtnant i Den Kongelige Livgarde 1951 og overtog efter praktisk og teoretisk landbrugsuddannelse driften af Svenstrup gods.
Wedell-Neergaard var formand for Borup konservative vælgerforening 1956-71; medlem af Borup-Kimmerslev Sogneråd 1959-66, fra 1962 som formand: medlem af Roskilde Amtsråd, af dets økonomiudvalg og formand for amtets kommunaludvalg 1966-72; medlem af Egnsplanrådet for hovedstadsregionen, prof. Bent Christensen-udvalget til undersøgelse af mulighederne for en hovedstadsordning og fredningsplanudvalget for de tre hovedstadsamter til 1972; formand for Plejehjemsudvalget til 1972; viceamtsborgmester og sygehusudvalgsformand i Roskilde Amt 1970-72 samt medlem af Sygehusudvalget for hele hovedstadsregionen til 1972.
Han var desuden medlem af bestyrelsen for A/S Junckers Savværk fra 1960, for Dansk Skovforening 1965-68 og for Majoratsforeningen. Medstarter af Skovbo Rotary Club. Membre titulaire af Conseil International de la Chasse 1972. Honorary member, East African Professional Hunters Association.
Han blev gift 21. januar 1955 med Louise Berner (3. juli 1933 på Aalborghus), datter af stiftamtmand, kammerherre J.A. Berner og hustru Louise f. Wedell-Wedellsborg. 